# Yamila Nizetich
Paula Yamila Nizetich est une joueuse argentine de volley-ball née le 27 janvier 1989 à Córdoba (Argentine). Elle mesure 1,83 m et joue au poste de réceptionneuse-attaquante. Elle totalise 149 sélections en équipe d'Argentine.

## Clubs
| Club                          | De        | À         |
| ----------------------------- | --------- | --------- |
| Banco Nacion Cordoba          | 2000-2001 | 2004-2005 |
| Olimpico Freyre               | 2005-2006 | 2006-2007 |
| Ícaro Palma                   | 2007-2008 | 2007-2008 |
| Stade Français-Saint-Cloud    | 2008-2009 | 2008-2009 |
| Rote Raben Vilsbiburg         | 2009-2010 | 2009-2010 |
| Stella Étoile Sportive Calais | 2010-2011 | 2012-2013 |
| Beşiktaş İstanbul             | 2013-2014 | 2013-2014 |
| Nilüfer Belediye              | 2014-2015 | 2014-2015 |
| Seramiksan Spor Kulübü        | 2015-2016 | 2016-2017 |
| Volley Pesaro                 | 2017-2018 | 2017-2018 |
| AGIL Volley                   | 2018-2019 | 2018-2019 |
| Cuneo Granda Volley           | 2019-2020 | 2019-2020 |
| Béziers Angels                | 2020-2021 | 2020-2021 |
| Trentino Rosa                 | 2021-2022 | 2021-2022 |
| AEK Athènes                   | 2022-2023 | 2022-2023 |
| Olympiakos Le Pirée           | 2023-2024 | 2024-2025 |

## Palmarès

### Équipe nationale
- Championnat d'Amérique du Sud
  - Finaliste : 2009, 2011.
- Championnat d'Amérique du Sud  des moins de 20 ans
  - Finaliste : 2006.

### Clubs
- Ligue des champions
  - Vainqueur :2019.
- Challenge Cup
  - Finaliste : 2014.
- Championnat d'Allemagne
  - Vainqueur : 2010.
- Coupe de France
  - Finaliste : 2013.
- Supercoupe d'Italie
  - Finaliste : 2018.
- Coupe d'Italie
  - Vainqueur : 2019.
- Championnat d'Italie
  - Finaliste : 2019.
- Coupe de Grèce
  - Vainqueur : 2023, 2024, 2025.
- Championnat de Grèce
  - Vainqueur : 2025.
  - Finaliste : 2024.
- Supercoupe de Grèce
  - Vainqueur : 2024.

### Distinctions individuelles
- Championnat d'Amérique du Sud féminin de volley-ball des moins de 20 ans 2006: Meilleure serveuse.
- Coupe de Grèce 2023: MVP[7]